# 病理学
病理学（）（英: pathology）とは、病気の原因、発生機序の解明や病気の診断を確定するのを目的とする、医学の一分野である。

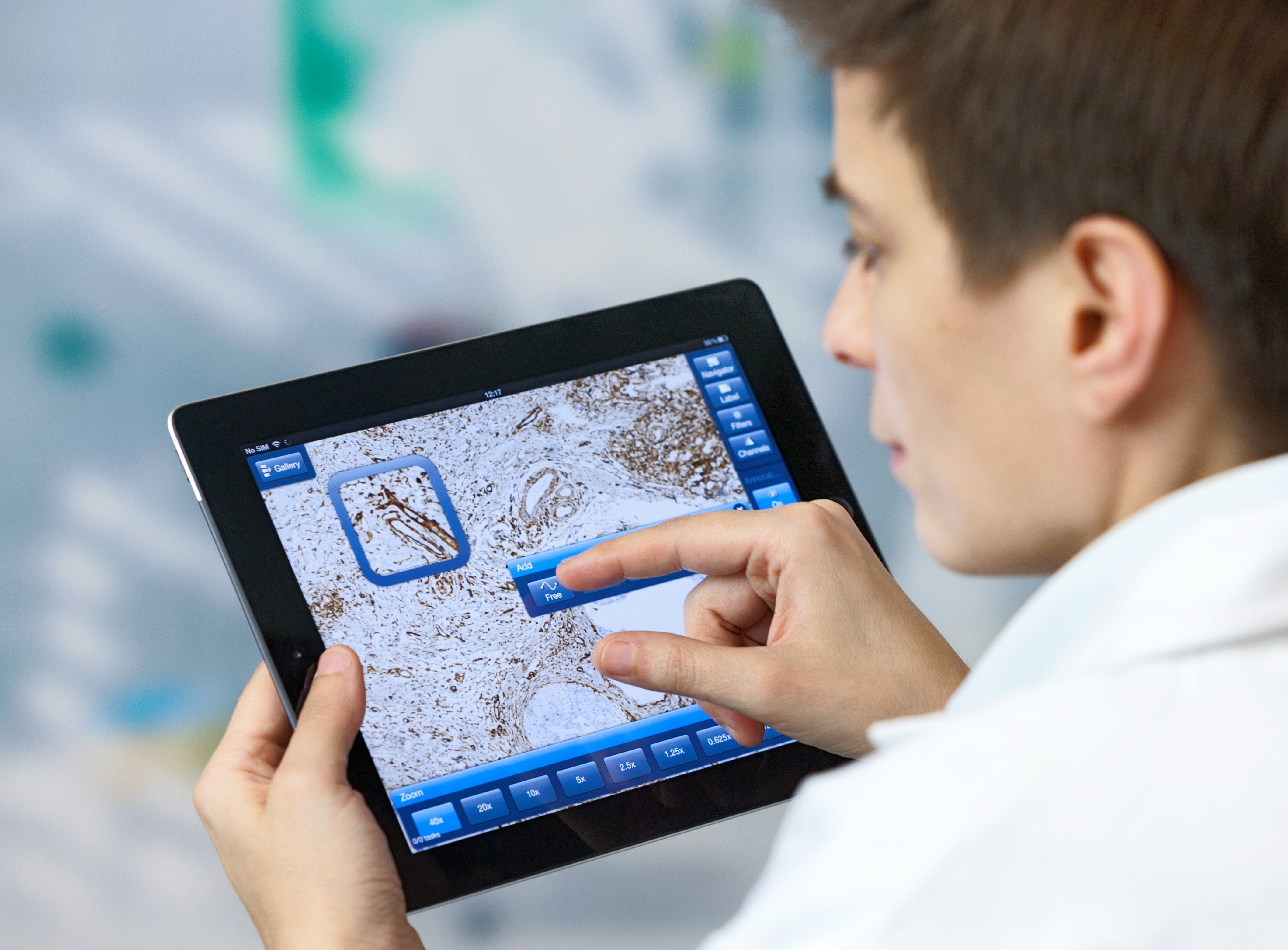
病理学

細胞、組織、臓器の標本を、肉眼や顕微鏡などを用いて検査し、それらが病気に侵されたときにどういった変化を示すかについて研究する学問である。
歯科分野においては、口腔病理学という分野で存在し、歯学部に設置されている。

## 歴史
「pathology」（パソロジー）という言葉は、古代ギリシャ語の「パトス」（感じ、痛み、苦しみ）と「ロゴス」（理論）に由来する。基礎源流である「病理解剖学」から始まり、顕微鏡レベルの「病理組織学」が発展した。現在では、遺伝子レベルの分子生物学分野での応用がなされている。
現代人でなく、ミイラや遺跡から出土した人骨や糞石、寄生虫卵などを分析して、古代人の病気や怪我について研究する学問を「古病理学」と呼ぶ。

## 病理診断
病理診断は病院においては基礎（研究）と臨床（治療）を結びつけている部門である。採取した細胞・組織の検査を行う細胞診・生検組織診、手術中に良性、悪性などの診断が必要な場合に検査を行う術中病理診断、手術で摘出された標本を用いる手術標本病理診断、亡くなった患者の死因や病因を調べるための病理解剖などを行っている。標本をHE（ヘマトキシリン・エオジン）染色や特殊染色、免疫染色などで染色した後に光学顕微鏡で調べる手法が主である。病理検査とも呼ばれるが、病変の診断であり、また医師が実施する医行為であることを強調する意味で病理診断という呼称が使われる。
病理学は急速に進化を遂げてきており、研究で得られた成果が病気の診断や治療にも大いに反映されている。病理医の多くは病理専門医として病理診断に従事しており、患者の病変診断や治療方針決定に貢献している。日本では医療法改正があり、2008年4月から病理診断科が標榜診療科となった。また2008年4月の診療報酬改定に伴い医療費の領収書に病理診断の項が追加された。これらの改革は病理学の進化を反映したものであり、病理診断の医行為としての役割を期待されているものと考えることができる。

### 細胞診断
痰、尿、分泌物などに含まれる細胞の検査を行う。検査対象は個々の細胞であり、標本に含まれる細胞の異型度や分化度などの特徴を調べる。患者の負担は比較的軽い検査であり、病気のスクリーニングに用いられる。細い針で穿刺して注射器で検体を吸引する場合や内視鏡を用いて病変部を採取する場合もある。パパニコロー分類や陰性/陽性で判定がなされる。病変の存在推定など補助診断が可能であるため、重要な検査方法の一つとなっている。

### 生体組織診断（生検）
生体組織診断（生検）は病変検出のためのスクリーニングや病変部の質的診断を目的に、身体組織の一部を採取し病理診断を行うことである。バイオプシー (biopsy)とも呼ばれる。切除された臓器の検査の場合は手術組織病理診断と呼び、生検とは区別される。病変部が小さい場合は生検によって病変全体が採取されることもある。細胞診断と異なり、生検では組織構築もより詳しく観察できるので、細胞診結果を補完するために生検が行われることがある。
- 例えば内視鏡検査で胃に病気が見つかった場合には内視鏡下でその部分の組織を一部採取してくる。その後、病理部門で病理標本を作製して顕微鏡で観察し、病理診断を行う。採取する臓器名称を付けて胃生検と呼ばれる。がんの診断においては生検が最終診断となることが多い。

従来の方法では標本作製等に時間がかかり病理検査結果が出るまで数日から数週間が必要であったが、生検当日または翌日までに結果を出すための新しい方法が模索されている。

### 術中病理診断
迅速病理診断とも呼ばれる。手術中に病名（特に腫瘍の組織型）の診断が必要になった場合や、進行具合の検査が必要な場合には、手術中に組織を採取して病理部門にて検査を行い、腫瘍の切除範囲は十分であるか、腫瘍の性質は良性悪性どちらであるか等の術式決定に関わる情報を提示する。細胞診を除く多くの病理検査は、検体の蛋白質をホルマリンで固定した後に組織の水分をパラフィンに置き換えたもの（＝パラフィンブロック）を造って薄切・染色するという工程をとるので、どうしてもある程度の時間が必要であるが、それでは手術が終わるのに間に合わないので、代わりに検体を液体窒素などで凍結させたものを薄切することによって、標本を作成する。この方法だと短時間で必要な情報が得られはするものの、凍結時に細胞が破壊される等の理由により、顕微鏡標本の出来はどうしてもパラフィン包埋したものより劣るので、通常の組織診断がこの方法に取って代わられることはない。

### 手術標本病理診断(肉眼診断を含む)
手術で摘出した臓器や組織から標本を作製して治療方針の決定のために、病気の診断の確定、進行度などを調べる。

### 病理解剖
亡くなった患者を解剖し臓器を観察する。死亡時に施行される病理学的な検索のこと。剖検の1種。必要に応じて諸臓器から組織を採取し作製した標本を顕微鏡で観察する。病理解剖は、施行した治療の有効性の確認や、臨床経過中に生じた疑問の解明を目的に、遺族の同意のもとに行われる。解剖ゆえ、得られるのは形態的な情報のみであり、必ずしも病因が明らかになるわけではないが、生前には分からなかった情報（例えば潜在癌occult cancer = 生前には存在を認知されず、死後、解剖などにより明らかになった癌）が得られたり、臨床上の疑問点が解明されたりする場合も多い。

## 専門医資格
- 病理専門医（日本病理学会）

## 参考図書
- 『病理と臨床』2009年臨時増刊号（27巻）病理学と社会　(文光堂)